# Geszt (botanika)

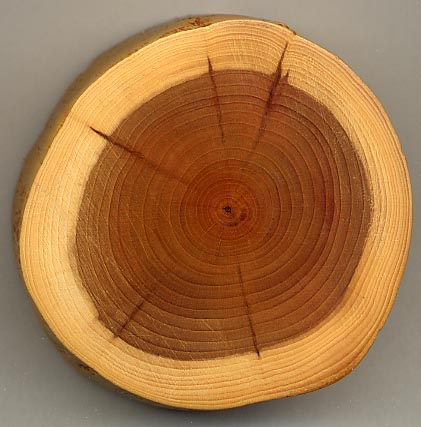
Tiszafa törzsének metszete, a világos színű rész a szíjács, a sötét a geszt.

A geszt (latinul duramen) a fatest (xylem) belső, elhalt része. Az élő fa növekedése során, miközben kívül újabb évgyűrűket hoz létre, másokat belül fokozatosan kikapcsol az életműködésből. Ezekbe az elhalt szövetekbe tartósító anyagok, elsősorban lignin, ezen kívül fagumi, csersav, festékanyag, ásványi só épülnek be. A fatestnek ez a külső szíjácstól elkülönülő része a geszt.
A geszt legtöbbször sötétebb színű, mint a szíjács, a két rész határvonala általában az évgyűrű vonalát követi. A szíjács-geszt határ lehet éles, mint a tölgyek, akác, vörösfenyő esetében, vagy fokozatos, mint a dió, kőris, fűzfa esetében.
A geszt a legtöbb esetben a fa tartósabb, felhasználás szempontjából értékesebb részét képezi, mint a szíjács.
Némi kétség volt 1986-ban afelől, hogy a gesztképződés során elhal-e a fa, mivel kémiailag – egyszer – reagálhat lebontó szervezetekkel.